# HD 20782
HD 20782は、ろ座の方角に約117光年の距離にある、7等級のG型主系列星である。年齢は55億歳程度と推定され、質量は太陽とほぼ同じである。
| 太陽 | HD 20782  |
| ---- | --------- |
| 太陽 | Exoplanet |

HD 20781という別の恒星と連星系を成している。HD 20781との離角は約252秒と非常に大きく、実際の距離にするとおよそ9,000AU離れていることになるが、固有運動が同じであり、化学的にも同質で一緒に誕生したと考えられる。

## 惑星系
2006年に、アングロ・オーストラリアン惑星探査によって周囲を公転する太陽系外惑星の存在が発見された。一方で、HD 20781にも2つの太陽系外惑星があるとされ、連星の双方の恒星に太陽系外惑星が発見されている例は極めて少ない。
HD 20782の周りを公転する惑星HD 20782 bは、軌道離心率0.96という極端な軌道を持つ。
| 名称 （恒星に近い順） | 質量             | 軌道長半径 （天文単位） | 公転周期 (日)   | 軌道離心率    | 軌道傾斜角 | 半径 |
| --------------------- | ---------------- | ----------------------- | --------------- | ------------- | ---------- | ---- |
| b                     | > 1.43 ± 0.03 MJ | 1.397 ± 0.009           | 597.065 ± 0.043 | 0.956 ± 0.004 | —          | —    |